# Victoria Pratt
Victoria Ainslie Pratt (ur. 18 grudnia 1970) – kanadyjska aktorka, modelka fitness i pisarka.

## Biografia
Ukończyła z wyróżnieniem studia humanistyczne na York University w Toronto. Po studiach pracowała na uniwersytecie w Human Performance Lab, gdzie przeprowadzano testy na elitarnych sportowcach. W tym okresie otrzymała propozycję stypendium na studia magisterskie z fizjoterapii na University of Toronto, jednak odmówiła.
W latach 90. XX wieku, Pratt stała się rozpoznawalna jako modelka fitness. Jej zdjęcia pojawiały się w licznych magazynach o fitnessie i kulturystyce. Pratt była też współautorką niektórych książek na temat fitnessu.
Sukcesy w modelingu skłoniły Pratt do spróbowania sił w aktorstwie. Pierwsze lekcje aktorstwa pobierała w Toronto. W 1998 roku zadebiutowała w telewizyjnych serialach science fiction Once a Thief, Cleopatra 2525  oraz Mutant X. W 2004 roku była nominowana w kategorii najlepszej aktorki drugoplanowej serialu telewizyjnego do nagrody Saturn.
Pratt ma niebieski pas w karate Shōtōkan i jest również kickboxerką. W 2015 roku opublikowała powieść Double Down.
W latach 2000–2016 była żoną reżysera T. J. Scotta. Małżeństwo zakończyło się rozwodem. Od 2019 jej mężem jest Trace Adkins.